# ドレッツォ
ドレッツォ（イタリア語: Drezzo）は、イタリア共和国ロンバルディア州コモ県コルヴェルデにある分離集落（フラツィオーネ）。
かつては基礎自治体（コムーネ）であったが、2014年2月4日にジローニコ、パレと合併し新自治体が発足した。

## 地理

### 位置・広がり
コモ県南西部に位置し、県都コモから西へ7kmの距離にある。

#### 隣接コムーネ
独立したコムーネであった時期には、以下のコムーネと隣接していた。
- Chiasso (CH-TI)
- ファロッピオ
- パレ
- ロナーゴ
- ウッジャーテ＝トレヴァーノ

## 姉妹都市
- Opatov、チェコ 2004年